# Theo van Gogh
|  | Per a altres significats, vegeu «Theo van Gogh (marxant d'art)». |

Theo van Gogh (23 de juliol, 1957 - 2 de novembre, de 2004) fou un columnista, escriptor, actor, productor, i director cinematogràfic holandès. Era el besnet de Theo van Gogh, germà del pintor Vincent van Gogh. Van Gogh treballà amb l'escriptora d'origen somali Ayaan Hirsi Ali per produir la pel·lícula Submission, que era crítica amb el tractament de les dones a l'islam. El 2 de novembre de 2004 fou assassinat per Mohammed Bouyeri, un musulmà holandès marroquí. L'última pel·lícula que completà abans de la seva mort, 06/05, és una versió fictícia de l'assassinat del polític Pim Fortuyn.

## Biografia
Theo van Gogh nasqué a la Haia. El seu besavi fou el marxant d'art Theo van Gogh, germà de Vincent van Gogh. El seu pare, Johan van Gogh, era un membre del servei secret holandès (AIVD, llavors anomenat BVD). L'oncle de Theo, també anomenat Theo, fou executat com a lluitador de la resistència durant l'ocupació alemanya.
Després de ser expulsat de la Facultat de Dret, a la qual assistí durant un any a la Universitat d'Amsterdam, Theo van Gogh esdevingué director d'escena. La seva passió autoproclamada era la producció de pel·lícules, i debutà com a director amb la pel·lícula Luger (1981). Rebé un Gouden Kalf ('Cria daurada', l'equivalent holandès de l'Oscar) per Blind Date (1996) i In het belang van de staat ('En interès de l'estat', 1997). Per l'últim, també rebé un Certificate of Merit del San Francisco Internacional Film Festival. Com a actor aparegué en la producció De noorderlingen (1992). Després d'allò, treballà per a la televisió i escrivia columnes provocatives per a Metro i altres diaris.
Encara que semblava que gaudís de la vida, deia que no li importaria morir si no fos pel seu fill petit. El seu últim llibre (2003) fou Allah weet het beter ('Al·là ho sap millor'), en el qual presentava els seus punts de vista sobre l'Islam en el seu to típicament cínic, burleta. Era conegut per les seves crítiques de l'Islam, especialment després dels atemptats de l'11 de setembre de 2001. Donà suport al nomenament de la política somali liberal (anterior PvdA) Ayaan Hirsi Ali per al Parlament holandès.
L'imam Fawaz de la mesquita d'as-Sunnah a la Haia donava diverses setmanes abans de l'assassinat un sermó en el qual anomenà Theo van Gogh "un criminal bastard" i pregà que Al·là li provoqués una malaltia incurable.
Durant la dècada de 1980, Van Gogh arribà a ser columnista, i durant aquells anys emprava les seves columnes per a descarregar la seva ràbia contra polítics, actors, directors cinematogràfics, escriptors i altra gent que considerava que era part de "l'establishment". Es convertí en una figura controvertida que es delectava en la provocació. Es considerava a si mateix com un visionari incomprés. Omplia el seu lloc web, De Gezonde Roker ('El fumador sa'), de crítica dura contra la societat multicultural. Deia que això es necessitava urgentment mentre els Països Baixos estaven experimentant una confusió social que amenaçava de convertir-lo en un "tipus de Belfast" en uns quants anys.

### Pensament
Van Gogh era membre de la societat republicana holandesa Republikeins Genootschap, que defensa l'abolició de la monarquia holandesa, i amic i seguidor del controvertit polític holandès Pim Fortuyn, assassinat el 2002.
Creava ràbia en els membres principals de la comunitat jueva fent comentaris sobre el que veia com la preocupació jueva amb Auschwitz. Aquesta cita d'una entrevista en una revista de 1991 és un típic exemple d'aquests comentaris: Van Gogh explicava una "olor de caramel" manifestant que "avui només estan cremant jueus diabètics". Quan era criticat per l'historiador jueu Evelien Gans, escrivia en Folia Civitatis, el setmanari de la Universitat d'Amsterdam: "Sospito que la senyora Gans aconseguex somnis humits sobre ser follada pel Dr. Mengele." També expressava el desig que ella el demandaria de manera que hagués d'explicar en un jutjat per què els seus comentaris eren falsos.
Van Gogh rebutjava totes les formes de religió, i al final de la dècada de 1990 es començava a centrar en l'islam. Sentia que aquell islam polític era una amenaça creixent en les societats occidentals liberals, i deia que, si hagués estat més jove, hauria emigrat als EUA.
Un dels pocs polítics que semblaven exempts de les crítiques de Van Gogh era el polític d'ala dreta Pim Fortuyn, assassinat el 2002. Van Gogh normalment es referia a ell com el "calb diví". Després de la mort de Fortuyn, Van Gogh continuà atacant la resta de membres de la llista de Pim Fortuyn tal com feia amb els altres polítics. La seva icona política des de llavors fou Ayaan Hirsi Ali.

### Submission
Treballant a partir d'un escrit d'Ayaan Hirsi Ali, van Gogh creà la pel·lícula de 10 minuts Submission. La pel·lícula sobre la violència contra dones en algunes societats islàmiques, explica històries de quatre dones musulmanes insultades, utilitzant la tàctica de la commoció visual. El títol mateix, Submission, és una traducció de la paraula "Islam" a l'anglès, referint-se a la submissió dels musulmans davant Déu. En la pel·lícula, els cossos despullats de dones es tapen amb mortalles semitransparents com s'agenollen en l'oració, dient les seves històries com si estiguessin parlant a Al·là. Els versos alcorànics en àrab que es discuteixen són projectats sobre els seus cossos. Després de l'emissió de Submission, Van Gogh i Hirsi Ali reberen amenaces de mort. Van Gogh no se les prenia gaire seriosament i rebutjava qualsevol protecció, segons diu Ayaan Hirsi Ali: "Ningú no mata l'idiota del poble", un terme que sovint solia atribuir-se.

### Mort

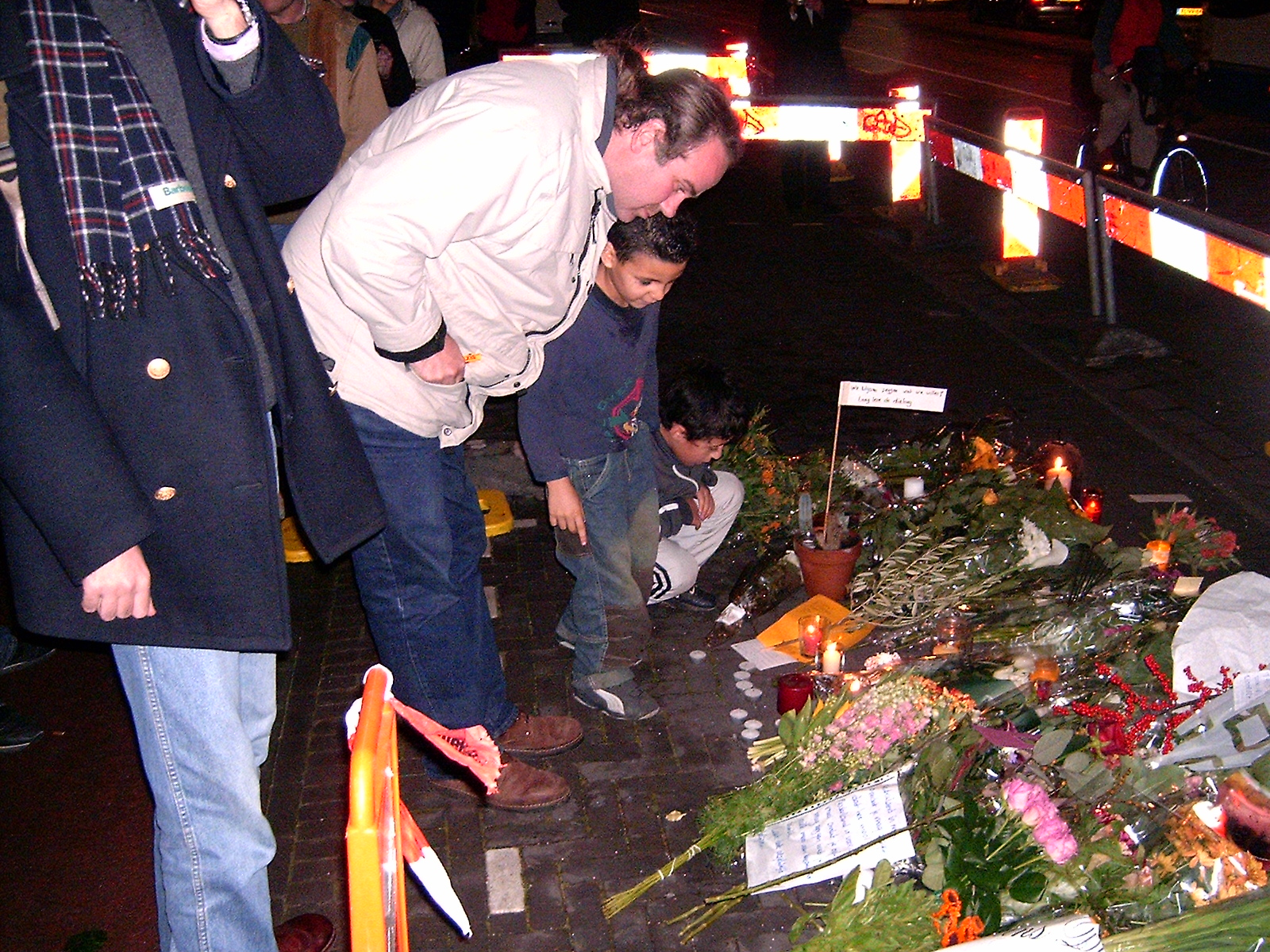
Lloc on fou assassinat van Gogh

Mohammed bouyeri assassinà Van Gogh el matí del 2 de novembre de 2004, a Amsterdam, davant de l'oficina del burg Oriental d'Amsterdam (stadsdeelkantoor) a la cantonada del Linnaeusstraat i Tweede Oosterparkstraat (52° 21′ 32.22″ N, 4° 55′ 34.74″ E / 52.3589500°N,4.9263167°E)
, mentre anava a treballar amb bicicleta.
Bouyeri disparà a van Gogh vuit vegades amb una pistola HS 2000, i morí a l'instant. Bouyeri llavors intentà decapitar-lo amb un ganivet,
i li'n clavà un altre al pit. Els dos ganivets li quedaren clavats al tronc, adjuntant una nota de cinc pàgines al cos. La nota
amenaçava els estats occidentals, els jueus i Ayaan Hirsi Ali. La nota també contenia referències a la ideologia de l'organització egípcia Takfir wal-Hijra.
L'assassí, Mohammed Bouyeri, un ciutadà holandès marroquí de 26 anys, fou detingut per la policia després de rebre un tret a la cama. Bouyeri al·legà la lliga terrorista amb el neerlandès Hofstad Network. També se l'acusava de l'intent d'assassinat d'uns quants policies i espectadors, possessió il·legal d'arma de foc, i conspiració per assassinar-ne altres, incloent-hi Hirsi Ali. Fou declarat culpable el 26 de juliol del 2005 i condemnat a cadena perpètua sense possibilitat de llibertat condicional.

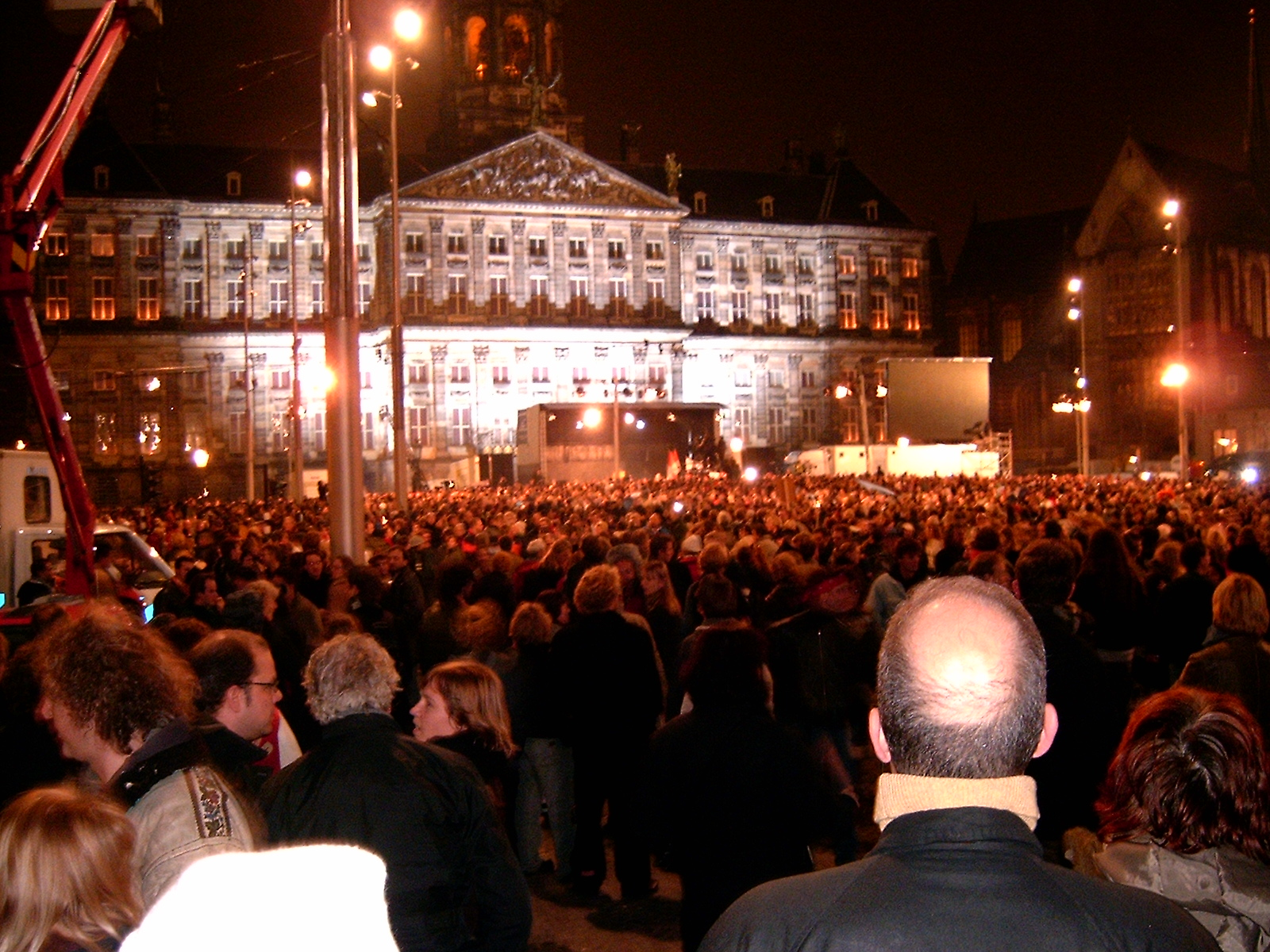
Mostres de commoció a la plaça Dam després de l'assassinat de Van Gogh

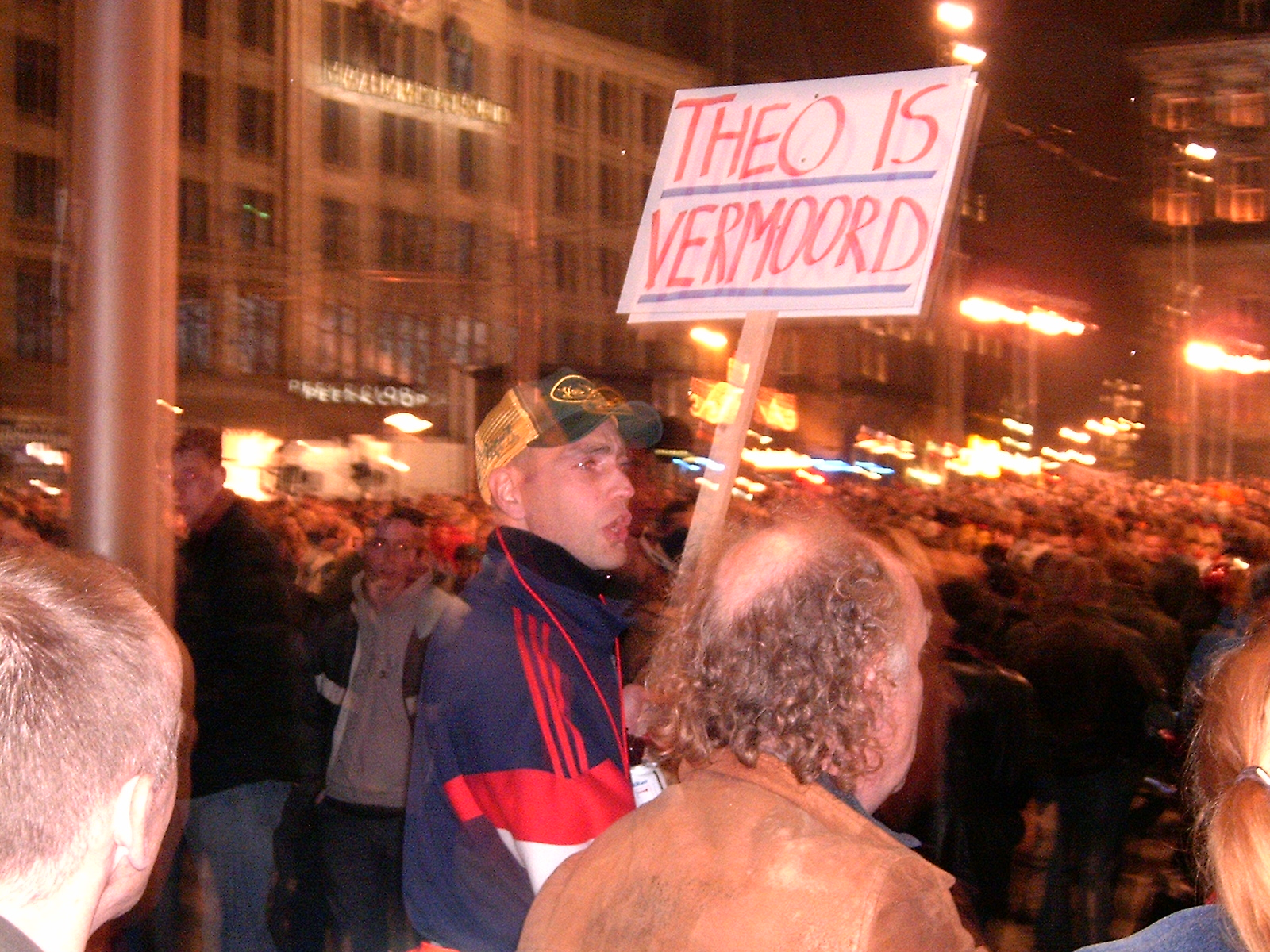
Manifestació. La traducció del text del cartell diu: "Theo ha estat assassinat"

### Conseqüències
L'endemà de l'assassinat, la policia holandesa arrestava vuit radicals musulmans que pertanyien a un grup més tard atribuït a Hofstadgroep. Sis dels detinguts eren marroquins holandesos, un era holandès algerià i el darrer tenia doble nacionalitat hispanomarroquina.
L'assassinat de Theo Van Gogh feu esclatar una tempesta d'atrocitat per tots els Països Baixos. Flors, notes, dibuixos i altres expressions de decepció foren deixades a l'escena de l'assassinat.
Alhora, començant amb quatre atacs d'incendi provocat contra mesquites en el cap de setmana del 5 al 7 de novembre, un nombre significatiu d'incidents violents i atacs provocats prenien lloc. L'“Observatori Neerlandès del Racisme i la Xenofòbia” registrà un total de 106 incidents violents contra objectius musulmans en novembre. L'Agència Nacional de Serveis de Policia Holandesa (KLPD) recollí 31 incidents violents contra mesquites i escoles islàmiques entre 23 de novembre i 13 de març de 2005. Un cas que provocà molta atenció mediàtica fou l'atac incendiari que destruí una escola primària musulmana a Uden el desembre de 2004.
El 8 de novembre, les esglésies cristianes foren objecte d'atacs vandàlics i incendis provocats. Un informe de la Fundació Anne Frank i de la Universitat de Leiden, que considerà un total de 174 incidents violents entre el 2 i el 30 de novembre, especifica que les mesquites foren objectiu de violència 47 vegades, i les esglésies 13 cops. El diputat neerlandès independent Geert Wilders (que havia deixat el VVD a causa dels seus posicionaments polítics) demanà aturar la immigració no occidental durant cinc anys arran de l'assassinat de van Gogh; manifestà: "Els Països Baixos han estat massa tolerants amb gent intolerant per també molt de temps. No hauríem d'importar una societat islàmica políticament retardada al nostre país". En oposició a aquests sentiments començaren campanyes per un kleurrijk Nederland ('Països Baixos acolorits'), com Stop de Hetze ('Aturem la cacera de bruixes').
Geert Wilders i Ayaan Hirsi Ali s'amagaren durant unes quantes setmanes. Wilders ha estat sota la protecció de guardaespatlles des d'aleshores i Hirsi Ali finalment es reubicava als Estats Units.
El fill de Theo van Gogh afirmà que fou atacat en diverses ocasions per gent jove d'origen marroquí i turc, i que la policia no li donava ajuda o protecció.
La policia negà haver rebut denúncies d'aquestes agressions.

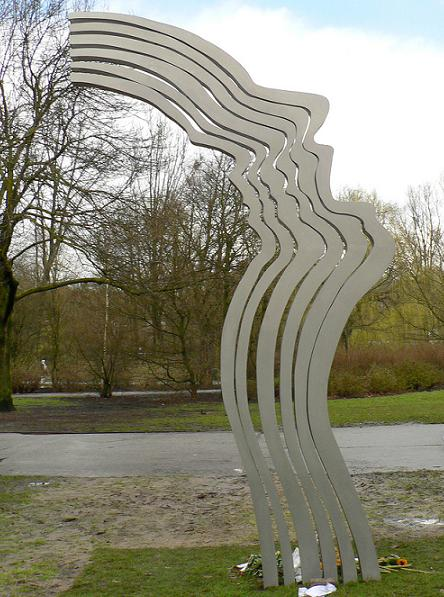
De Schreeuw ('El xiscle') escultura commemorant Theo van Gogh, i un símbol de la llibertat d'expressió

El 18 de març del 2007 fou inaugurada una escultura en memòria de Theo van Gogh: es descobria a Amsterdam, titulada De Schreeuw ('El xiscle') a l'Oosterpark, prop del lloc on van Gogh fou assassinat: 52° 21′ 32.22″ N, 4° 55′ 34.74″ E / 52.3589500°N,4.9263167°E
La Foundation for Freedom of Expression ('fundació per llibertat d'expressió') fou establerta per donar protecció de fons a crítics de l'Islam i musulmans.

## Obres

### Publicacions
Van Gogh col·laborava amb diversos diaris i revistes. Ha publicat els llibres següents:
- Engel ("Angel", 1990)
- Er gebeurt nooit iets ("Nothing Ever Happens", 1993)
- Sla ik mijn vrouw wel hard genoeg? ("Do I Beat My Wife Hard Enough?", 1996)
- De gezonde roker ("The healthy smoker", 2000)
- Allah weet het beter ("Allah Knows Best", 2003)
- De tranen van Mabel ("The tears of Mabel", with Tomas Ross, 2004)

### Filmografia[26]
- Luger (1982)
- Een dagje naar het strand ("Un Dia a la Platja", 1984)
- Charley (1986)
- Terug naar Oegstgeest ("Retorn a Oegstgeest", 1987)
- Loos ("Salvatge", 1989)
- Vals licht ("Llum falsa", 1993)
- Ilse verandert de geschiedenis ("Ilse canvia la història", 1993)
- 06 (1994)
- Reunie ("Reunió", 1994)
- Eva (1994)
- Een galerij: De wanhoop van de sirene ("Una galeria: La Desesperació de la Sirena", 1994)
- De Eenzame Oorlog Van Koos Tak ("Koos Tak's Lonely War", 1995)
- Blind Date (1996)
- Hoe ik mijn moeder vermoordde ("com vaig matar la meva mare", 1996)
- In het belang van de staat ("En interès de l'Estat", 1997)
- Au (1997)
- De Pijnbank (“La lleixa”, 1998)
- Baby Blue (2001)
- De nacht van Aalbers (“La Nit d'Aalbers”, 2001)
- Najib en Julia (2002) film televisiu basat en el Romeu i Julieta de William Shakespeare sobre l'amor entre una noia de classe alta blanca i un repartidor de pizzes d'ascendència marroquina.
- Interview (2003), un periodista cínic entrevista una actriu de societat.
- Zien ("veient", 2004)
- Submission (2004)
- Cool (2004), una pel·lícula sobre delinqüents joves, part d'ells d'ascendència marroquina. A la pel·lícula els delinqüents s'interpreten a ells mateixos.
- 06/05 (2004), un film que mescla fets reals i ficció al voltant de l'assassinat de Pim Fortuyn.
- Medea (2005), adaptació contemporània de l'obra Medea.

#### Projectes inacabats
- Bad (road movie lèsbica) producció planificada per a 2005
- Duizend en Dag ("1001 dies"). Sèrie dramàtica sobre joves musulmans lluitant amb la seva fe